# کلبه‌حسین‌لی
کلبه‌حسین‌لی (به ترکی آذربایجانی: Kəlbəhüseynli) یک منطقه مسکونی در جمهوری آذربایجان است که در شهرستان ماسال‌لی واقع شده‌است. کربلایی حسین لی ۱۳۱۵ نفر جمعیت دارد.